# 北海道道643号鬼鹿停車場線

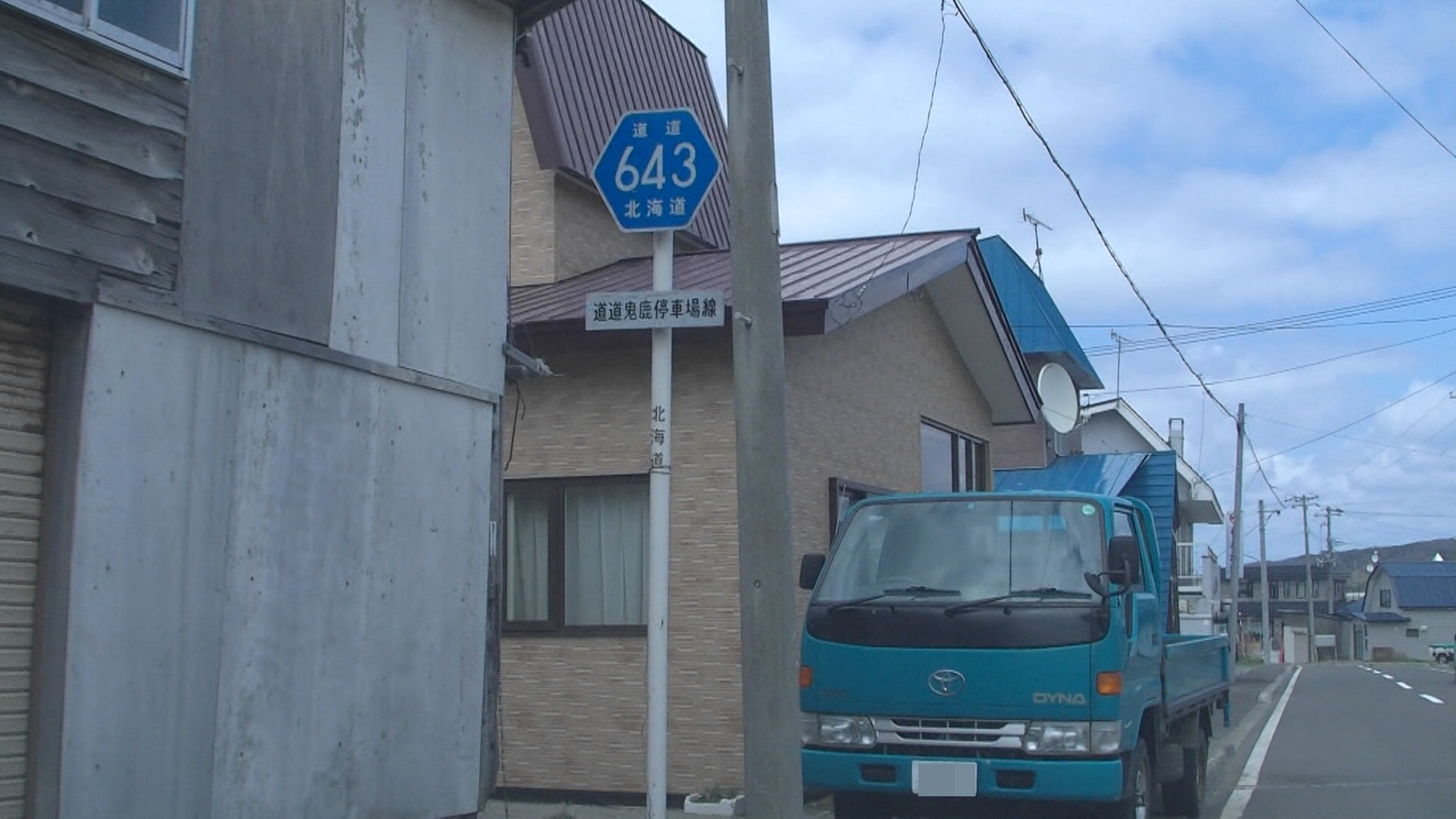
起点付近に設置されている案内標識

北海道道643号鬼鹿停車場線（ほっかいどうどう643ごう おにしかていしゃじょうせん）は、北海道留萌郡小平町内を結ぶ一般道道（北海道道）である。

## 概要

### 路線データ
- 起点：北海道留萌郡小平町字鬼鹿広富（旧国鉄 羽幌線 鬼鹿駅跡）
- 終点：北海道留萌郡小平町字鬼鹿港町（国道232号・国道239号・北海道道707号鬼鹿港線交点）
- 総延長：0.629 km
- 実延長：0.606 km
- 重用延長：0.023 km

### 道路管理者
- 留萌振興局 留萌建設管理部 事業課

## 歴史
- 1969年（昭和44年）6月18日 - 路線認定[1]。
- 1987年（昭和62年）3月30日 - 羽幌線の廃線に伴い、鬼鹿駅は廃駅となる。

## 地理

### 通過する自治体
- 留萌振興局
  - 留萌郡小平町

### 交差する道路
小平町
- 国道232号・国道239号 - 字鬼鹿港町（終点）
- 北海道道707号鬼鹿港線 -字鬼鹿港町（終点）